# Mansa Gao
Gao (ou Qu) est le septième Mansa de l'empire du Mali de 1300 à 1305.
Gao monta sur le trône après le meurtre de l'usurpateur Sakoura à son retour du hajj. La tradition orale dit que Kon Mamadi l'a tué lui-même avec l'aide de la fille de Sakoura,. Sa succession a mis fin aux conflits de succession qui opposaient les Gbara à l'armée/guilde des chasseurs depuis la mort de Soundjata.
Il régna jusqu'en 1305, date à laquelle son fils Mohammad ibn Gao lui succéda.